# 239611 Likwohting
239611 Likwohting este un asteroid din centura principală de asteroizi.

## Descriere
239611 Likwohting este un asteroid din centura principală de asteroizi. A fost descoperit pe 23 octombrie 2008 la Observatorul Lulin de Hsiao Xiang-Yao și Ye Quan-Zhi. Asteroidul prezintă o orbită caracterizată de o semiaxă mare de 2,30 ua, o excentricitate de 0,02 și o înclinație de 5,3° în raport cu ecliptica.